# Raiz de Todo Bem
"Raiz de Todo Bem" é uma canção do cantor brasileiro Saulo Fernandes pelo álbum Saulo ao Vivo, sendo lançada oficialmente como primeiro single deste em 1 de junho de 2013. Foi composta por Saulo Fernandes.

## Antecedentes
Em 30 de outubro de 2012 Saulo revelou que deixaria a Banda Eva após o Carnaval de 2013. Segundo o cantor, a decisão era para explorar outros ritmos baianos em sua música, o que não conseguia no Eva, uma vez que era uma banda essencialmente de axé. Em 8 de novembro, Saulo publicou uma carta aberta aos fãs agradecendo pelo apoio e falando sobre o novo caminho: "O caminho é novo, mas permanece o meu compromisso com o público, com a arte e, principalmente, com a vontade de fazer uma música que preencha com alegria e beleza os nossos encontros. Porque o que me move continua sendo a vontade de estarmos juntos".

## Estrutura musical e letra
"Dentre algumas musiquinhas que eu escrevi, essa eu tenho um orgulho profundo, pois é um berro que tava guardado. Só quem é daqui, sabe o que é ser africano e carregar o orgulho e as dores também. Espero com a minha música sempre revelar a riqueza e a beleza que é ser baiano, buscando a igualdade racial e humana."

— Saulo sobre lançar "Raiz de Todo Bem" falando sobre o povo nordestino.
"Raiz de Tudo Bem" é uma canção dos gêneros samba-reggae e afrobeat, tendo também influências diretas de reggae e axé. A canção traz como temática principal as raízes africanas presentes na Bahia e as lutas e tradições do povo nordestino. Entre os elementos típicos do nordeste citados na canção estão o tambor africano presente nas músicas, Igreja de Nosso Senhor do Bonfim de Salvador, a ladeira do Pelourinho, a religiosidade do Candomblé, o chinelo de couro e a bata – trajes comuns usado na região – e a gíria popular "cabra da peste", que expressa a pessoa valente e batalhadora. Saulo explicou que buscava falar sobre a temática há muito tempo, mas só conseguiu incorporá-la em sua música na carreira solo: "Eu queria falar disso o tempo inteiro. Somo baianos, nordestinos, que sorrimos, independente do lugar ou a situação que estamos. Raiz de todo bem é pra isso, pra gritar".
Em entrevista para o iBahia, o cantor explicou que a necessidade de falar sobre o povo nordestino em suas músicas começou em com a faixa "Rua 15", no álbum Veja Alto, Ouça Colorido, ainda na Banda Eva, e se desenvolveu quando ele escreveu outras canções como "Agradecer", "Oxente Balance", "Tudo Certo na Bahia" e "Rua do Sossego". A inspiração para compor "Raiz de Todo Bem" veio quando Saulo foi cantar com a Orquestra Rumpilezz, em 2013, e recebeu uma reverência de um músico dizendo "África iô iô", o que lhe fez perceber que, apesar de ser caucasiano, ele era visto como um igual pelos afrodescendentes por suas raízes nordestinas. A inspiração veio do Olodum.

## Recepção da crítica
Marcos Frahm, do portal Notícias do Vale, comentou que a carreira de Saulo "já engrenou" com a canção pela boa receptividade do público. O Aratu Online declarou que a faixa consolidou a carreira solo do cantor e se tornou uma das melhores representações do Carnaval.

## Apresentações ao vivo
Saulo interpretou a faixa pela primeira vez em 20 de março de 2013 em seu primeiro show ao vivo em carreira solo, transmitido exclusivamente para o YouTube. A primeira apresentação televisionada ocorreu em 11 de junho no programa Encontro com Fátima Bernardes. Em 21 de agosto apresentou a canção ao lado de Tomate no festival YouTube Carnaval. Em 24 de janeiro de 2015 interpretou a canção no Festival de Verão Salvador ao lado de Alinne Rosa, Ana Mametto, Amanda Santiago, Dja Luz, EdCity, Fael Primeiro, Juninho Black, Katê, Marcia Castro e Serginho. Ivete Sangalo interpretou a canção no Festival de Verão Salvador e no Planeta Atlântida de 2014 e realizou um dueto com Saulo durante o Brazilian Day daquele ano.

## Videoclipe
O videoclipe oficial da faixa foi lançado em 5 de junho de 2013, sendo extraído do álbum de vídeo Saulo ao Vivo com Saulo interpretando a faixa ao vivo para os fãs diante de alguns efeitos especiais da gravação. O vídeo começa com o músico Aloísio Menezes interpretando os versos escritos por Saulo de um poema sobre a Bahia e as raízes africanas, porém sem aparecer no palco ou no vídeo, apenas com a voz ecoando: "Somos a Bahia de um mar inteiro. Somos a fumaça de um mensageiro. Somos pretos e cantaremos nossa cor. Somos a luz da cidade sóbria. Somos o sonho de ser pátria igual. Somos beleza infinita. De perto, anormal. Somos capoeira de mestre forte. Somos escolhidos da sorte. Somos tambores ricos de fé.  Somos universo de bem maior. Somos o amor e seus aliados. Somos filhos dos encantados. O vídeo conquistou 10 mil visualizações nas primeiras 24 horas, sendo classificado como um dos destaques do Youtube na aba "em alta".

## Prêmios e indicações
| Ano  | Título            | Nomeação         | Resultado | Ref.   |
| ---- | ----------------- | ---------------- | --------- | ------ |
| 2014 | Troféu Band Folia | Melhor Música    | Indicado  | [ 22 ] |
| 2016 | Troféu iBahia     | Tema de Salvador | Venceu    | [ 23 ] |

## Desempenho nas paradas musicais
| Tabela musical (2013)                                 | Melhor posição |
| ----------------------------------------------------- | -------------- |
| Brasil (Billboard Brasil Hot 100 Airplay)             | 58             |
| Brasil - Billboard Brasil Regional Salvador Hot Songs | 1              |

## Versão de Artistas pelos 30 Anos de Axé
Uma versão de "Raiz de Todo Bem" foi lançada como single deste em 29 de dezembro de 2014, sendo interpretada por diversos artistas nordestinos em homenagem aos 30 anos do lançamento do primeiro trabalho de axé music.

### Desenvolvimento
Em novembro a Prefeitura de Salvador – através da Secretaria de Desenvolvimento, Turismo e Cultura – contatou Saulo Fernandes com a intenção que sua canção, "Raiz de Todo Bem", se tornasse tema da comemoração de 30 anos da axé music, interpretada por ele e um time dos principais cantores do gênero. Os primeiros artistas confirmados foram Ivete Sangalo, Carlinhos Brown, Luiz Caldas e Mari Antunes, vocalista do Babado Novo. Ao todo 42 artistas foram convidados para o projeto e 39 puderam comparecer. A canção trouxe algumas diferenças em relação à original, incluindo a ausência do instrumental reggae, sendo substituído por um exclusivamente de axé, além da introdução de Carlinhos Brown recitando alguns versos antes do último refrão e da finalização com Daniela Mercury e Ivete Sangalo fazendo os graves.
Apenas quatro dos artistas convidados não compareceram na gravação: Claudia Leitte e Bell Marques tinham show no dia; Tuca Fernandes não queria se encontrar com os membros do Jammil e Uma Noites; já Netinho estava internado no Hospital Sírio-Libanês, em São Paulo, há três meses tratando de problemas vasculares.

### Videoclipe
Apesar de ter sido originalmente programado para ser lançado durante o Ano Novo, o videoclipe foi liberado em 29 de dezembro de 2014 através da página oficial da Prefeitura de Salvador no Facebook. A introdução deste traz tambores africanos tocados enquanto a frase "Há 30 anos, Salvador encontrou o seu ritmo" surge na tela. Luiz Caldas, responsável por gravar a primeira canção de axé – "Fricote", em 1985 – inicia o vídeo entrando em um estúdio escuro com seu violão, do qual toca alguns acordes típicos do cangaceiro nordestino, interrompendo-o quando ouve, como se fosse em sua memória, o refrão de sua pioneira canção. No decorrer do vídeo os demais artistas são introduzidos fazendo seus solos, enquanto os demais aparecem interpretando o refrão e tocando instrumentos.

### Artistas participações
Solistas (por ordem de aparição)
- Luiz Caldas
- Ivete Sangalo
- Saulo Fernandes
- Margareth Menezes
- Márcio Victor
- Xanddy
- Durval Lelys
- Tatau
- Ricardo Chaves
- Carlinhos Brown
- Sarajane
- Daniela Mercury

Coro
- Adelmo Casé (Negra Cor)
- Alexandre Peixe
- Alinne Rosa
- Alobêned Airam
- Armandinho
- Carla Cristina
- Carla Visi
- Denny Denan (Timbalada)
- É o Tchan!
- Felipe Pezzoni (Banda Eva)
- Gerônimo
- Gilmelândia
- Katê
- Léo Cavalcanti (A Zorra)
- Levi Lima (Jammil e Uma Noites)
- Léo Santana
- Mari Antunes (Babado Novo)
- Magary Lord
- Marcia Freire
- Márcia Short
- Ninha
- Olodum
- Rafa Chaves (Chiclete com Banana)
- Reinaldo Nascimento
- Tomate
- Tonho Matéria
- Tuca Fernandes
- Vina Calmon (Cheiro de Amor)

### Desempenho nas paradas musicais
| Tabela musical (2014)                                 | Melhor posição |
| ----------------------------------------------------- | -------------- |
| Brasil - Billboard Brasil Regional Salvador Hot Songs | 8              |